# Макэлдерри, Джо
Джозеф МакЭлдерри (англ. Joseph McElderry; род. 16 июня 1991, Саут-Шилдс, Тайн-энд-Уир, Англия) — британский поп-певец, номинант на BRIT Awards.

## Биография

### Ранние годы
Джо родился 16 июня 1991 года в Саут-Шилдсе, графство Тайн-энд-Уир, Англия. Он — единственный ребёнок в семье Джима МакЭлдерри и Эйлин Джойс, которые развелись, когда Джо был ещё маленьким. Он посещал колледж Ньюкасла, где изучал искусство.

### Карьера
В 2009 году Джо стал победителем шестого сезона музыкального конкурса ITV «X-factor» и подписал контракт с продюсерским центром Саймона Коуэлла «Syco». Его дебютный сингл «The Climb» достиг первого места в британских и ирландских чартах. В 2011 году Джо участвовал в музыкальном телепроекте «Popstar to Operastar», в котором одержал победу.

### Личная жизнь
МакЭлдерри — открытый гей. Он совершил каминг-аут летом 2010 года, подтвердив ходившие ранее слухи о своей гомосексуальности.

## Дискография
- 2010 — Wide Awake[англ.]
- 2011 — Classic[англ.]
- 2011 — Classic Christmas[англ.]
- 2012 — Here’s What I Believe[англ.]
- 2017 — Saturday Night at the Movies[англ.]